# Consulat général de Turquie à Lyon
Le consulat général de Turquie à Lyon est une représentation consulaire de la République de Turquie en France. Il est situé rue de Sèze, à Lyon, en Auvergne-Rhône-Alpes.
Le 5 août 1980 le consulat est victime d'une attaque faisant 4 blessés.